# Oliver Kirk

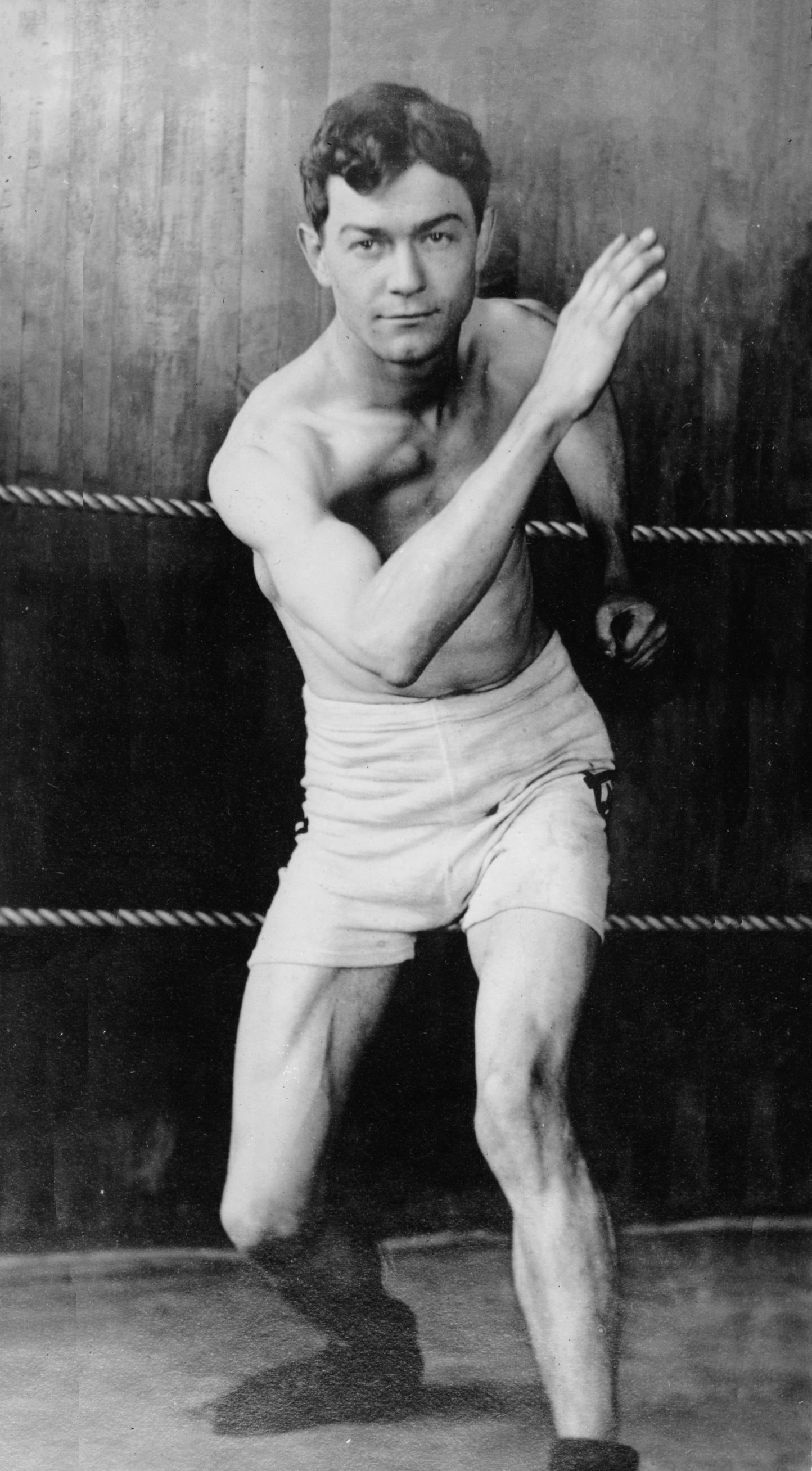
Oliver Kirk

Oliver Leonard Kirk (Beatrice, 20 de abril de 1884 - St. Louis, 14 de março de 1960) foi um pugilista norte-americano.
Kirk entrou para a história olímpica ao ganhar duas medalhas de ouro durante os Jogos Olímpicos de Saint Louis (1904), em duas categorias diferentes (peso-galo e peso-pena). Seu feito foi o primeiro e único, até o momento.